# Ján Danko
Ján Danko (8. října 1883 Liptovský Svätý Mikuláš-Okoličné – 26. ledna 1948 Liptovský Sv. Mikuláš-Okoličné) byl slovenský a československý politik a meziválečný senátor Národního shromáždění ČSR za Republikánskou stranu zemědělského a malorolnického lidu.

## Biografie
Působil jako učitel a školský inspektor pro Zvolenskou župu v Banské Bystrici. Koncem 20. let byl profesí správcem státního sirotčince v Slovenské Ľupči.
V parlamentních volbách v roce 1929 získal za Republikánskou stranu zemědělského a malorolnického lidu senátorské křeslo v Národním shromáždění. V senátu zasedal do roku 1935.